# Nakisanze Segawa
Nakisanze Segawa là một nhà thơ và người kể chuyện người Uganda. Cô là tác giả của cuốn tiểu thuyết The Triangle năm 2016. Cô đã giành vị trí thứ ba trong Giải thưởng Thơ của Namleyzo năm 2010 cho bài thơ "T hehustler". Cô tham dự Ebedi International Residency (tạm dịch: Trại sáng tác văn học quốc tế Ebedi) ở Iseyi, Nigeria vào tháng 1 năm 2015.

## Viết
Nakisanze Segawa là một nhà thơ biểu diễn đọc những bài thơ của mình bằng tiếng Luganda và tiếng Anh. Tác phẩm của cô đã được xuất bản trong một số tuyển tập. Cuốn tiểu thuyết Tam giác của cô được xuất bản năm 2016.

## Tác phẩm đã xuất bản

### Tiểu thuyết
- The Triangle. Mattville Publishing House. 2016. ISBN 978-9970-958-108.  The Triangle. Mattville Publishing House. 2016. ISBN 978-9970-958-108.  The Triangle. Mattville Publishing House. 2016. ISBN 978-9970-958-108.

### Thơ
- "Zibogola!" và "Người hustler", ở Beverley Nambozo Nsengiyunva, biên tập (2014). A thousand voices rising: An anthology of contemporary African poetry. BN Poetry Foundation. ISBN 978-9970-9234-0-3.  Beverley Nambozo Nsengiyunva, biên tập (2014). A thousand voices rising: An anthology of contemporary African poetry. BN Poetry Foundation. ISBN 978-9970-9234-0-3.  Beverley Nambozo Nsengiyunva, biên tập (2014). A thousand voices rising: An anthology of contemporary African poetry. BN Poetry Foundation. ISBN 978-9970-9234-0-3.
- "Tôi yêu trường học", ở Okaka Dokatum and Rose Rwakasisi, biên tập (2009). The Butterfly Dance: words and sounds of colour. Femrite Publications. ISBN 978-9970-700-18-9.  Okaka Dokatum and Rose Rwakasisi, biên tập (2009). The Butterfly Dance: words and sounds of colour. Femrite Publications. ISBN 978-9970-700-18-9.  Okaka Dokatum and Rose Rwakasisi, biên tập (2009). The Butterfly Dance: words and sounds of colour. Femrite Publications. ISBN 978-9970-700-18-9.
- "Mặt trời châu Phi" và "Nhảy", trong Painted Voices: A collage of art and poetry, volume II. Femrite Publications. 2009. ISBN 978-9970-700-18-9.  Painted Voices: A collage of art and poetry, volume II. Femrite Publications. 2009. ISBN 978-9970-700-18-9.  Painted Voices: A collage of art and poetry, volume II. Femrite Publications. 2009. ISBN 978-9970-700-18-9.

### Truyện
- "Đi trên con đường quen thuộc", trong Hilda Twongyeirwe and Ellen Banda-Aaku, biên tập (2012). Summoning the Rains. Femrite Publications. ISBN 9789970700257.  Hilda Twongyeirwe and Ellen Banda-Aaku, biên tập (2012). Summoning the Rains. Femrite Publications. ISBN 9789970700257.  Hilda Twongyeirwe and Ellen Banda-Aaku, biên tập (2012). Summoning the Rains. Femrite Publications. ISBN 9789970700257.
- "JJ", trong Hilda Twongyeirwe and Aaron Mushengyezi, biên tập (2011). Never Too Late. Femrite Publications. ISBN 9789970700233.  Hilda Twongyeirwe and Aaron Mushengyezi, biên tập (2011). Never Too Late. Femrite Publications. ISBN 9789970700233.  Hilda Twongyeirwe and Aaron Mushengyezi, biên tập (2011). Never Too Late. Femrite Publications. ISBN 9789970700233.
- "Tam giác Luweero" Lưu trữ ngày 21 tháng 9 năm 2016 tại Wayback Machine tại Jalada (2015)